# 帕姆利科縣 (北卡羅萊納州)
帕姆利科县（英語：Pamlico County）是位於美國北卡羅萊納州東部的一個縣，東臨帕姆利科灣。面積1,467平方公里。根據美國2000年人口普查估計，共有人口12,934人。縣治貝伯勒 (Bayboro)。
成立於1872年2月8日。縣名來自帕姆利科灣，以紀念阿爾岡金族的一支。